# Атом-Курск
Атом-Курск (до 2010 — «Медик», 2010—2016 — «Политех», 2016—2017 — «ЮЗГУ-Политех», 2017—2023 — «ЮЗГУ-Атом») — российский женский волейбольный клуб из Курска.

## Достижения
- 1-е место в чемпионате России среди команд высшей лиги «А» 2023;
- 3-е место в чемпионате России среди команд высшей лиги «А» — 2017, 2018, 2021, 2022.

## История
В 2006 году при Курском государственном медицинском университете была создана женская волейбольная команда «Медик». В том же году команда дебютировала во второй лиге чемпионата России (первенство Ассоциации волейбола Центра России), где заняла 2-е место и включена в первую лигу чемпионата страны.
В 2010 «Медик» перешёл под патронаж Курского государственного технического университета, в том же году переименованного в Юго-Западный государственный университет, и сменил название на «Политех». В сезоне 2012/2013 команда заняла 3-е место в финальном турнире высшей лиги «Б» и, после отказа «Обнинска» от дальнейших выступлений в высшей лиге «А», включена в состав участников второго по значимости волейбольного дивизиона России.
В чемпионате России 2015/2016 курские волейболистки показали свой лучший результат за три года выступлений в высшей лиге «А». По ходу практически всего сезона «Политех» претендовал на попадание в тройку лучших, но на финише всё же немного уступил нижегородской «Спарте», заняв в итоге 4-е место.
В сезоне 2016/2017 курская команда, получив к названию приставку ЮЗГУ по названию университета, обновила своё высшее достижение в чемпионатах России, выиграв по итогам первенства малые бронзовые медали.
В преддверии сезона 2017/2018 генеральными партнёрами клуба стали Юго-Западный государственный университет (ЮЗГУ) и АО «АтомЭнергоСбыт», в связи с чем клуб и команда переименованы в «ЮЗГУ-Атом». 
В 2023 году курская команда первенствовала в высшей лиге «А», после чего переиграла «Липецк» в переходных матчах и получила путёвку в суперлигу. В том же году клуб сменил название на «Атом-Курск».

## Результаты в чемпионатах России
| Сезон   | Лига                | Место |
| ------- | ------------------- | ----- |
| 2006/07 | Вторая лига (Центр) | 2     |
| 2007/08 | Первая лига         | 16    |
| 2008/09 | Первая лига         | 8     |
| 2009/10 | Первая лига         | 11    |
| 2010/11 | Первая лига         | 5     |
| 2011/12 | Высшая лига Б       | 8     |
| 2012/13 | Высшая лига Б       | 3     |
| 2013/14 | Высшая лига А       | 7     |
| 2014/15 | Высшая лига А       | 5     |
| 2015/16 | Высшая лига А       | 4     |
| 2016/17 | Высшая лига А       | 3     |
| 2017/18 | Высшая лига А       | 3     |
| 2018/19 | Высшая лига А       | 7     |
| 2019/20 | Высшая лига А       | 5     |
| 2020/21 | Высшая лига А       | 3     |
| 2021/22 | Высшая лига А       | 3     |
| 2022/23 | Высшая лига А       | 1     |
| 2023/24 | Суперлига           | 14    |
| 2024/25 | Высшая лига А       | 2     |

## Сезон 2024—2025

### Переходы
- Пришли: А.Подскальная, И.Щербань (обе — «Динамо» Краснодар), А.Богомолова («Северянка»), А.Тимофеева («Сахалин»), А.Шерова, Б.Гацалова (обе — «Муров», Азербайджан), А.Верная («Заречье-Одинцово»).
- Ушли: М.Евтеева, В.Секретова, Р.Агаркова, А.Берёзкина, Э.Мартинес, П.Сыркина, Е.Яковлева, А.Поспелова, Е.Дороничева.
- Дозаявлены: Е.Яковлева, Д.Наварро Лоредо.

### Состав
| №  | Имя, фамилия           | Год рождения | Рост | Амплуа      | Гражданство |
| -- | ---------------------- | ------------ | ---- | ----------- | ----------- |
| 1  | Белла Гацалова         | 1999         | 187  | центральная | Россия      |
| 2  | Екатерина Розкопа      | 2006         | 178  | связующая   | Россия      |
| 4  | Алина Подскальная      | 1998         | 178  | связующая   | Россия      |
| 5  | Дарья Алтепин          | 2006         | 167  | либеро      | Россия      |
| 6  | Ирина Щербань          | 2005         | 183  | нападающая  | Россия      |
| 7  | Анастасия Шерова       | 1999         | 187  | нападающая  | Казахстан   |
| 8  | Александра Верная      | 1998         | 175  | либеро      | Россия      |
| 9  | Виктория Иванова       | 1994         | 185  | центральная | Россия      |
| 10 | Алла Алекумова         | 1997         | 184  | нападающая  | Россия      |
| 11 | Анастасия Богомолова   | 2001         | 178  | связующая   | Россия      |
| 12 | Екатерина Яковлева     | 2000         | 184  | центральная | Россия      |
| 13 | Анастасия Тимофеева    | 2003         | 175  | нападающая  | Россия      |
| 15 | Дадмара Наварро Лоредо | 2001         | 184  | нападающая  | Куба        |
| 16 | Дарья Сумарокова       | 2008         | 188  | нападающая  | Россия      |

- Главный тренер — Юрий Токарев
- Старший тренер — Сергей Молчанов.

- Президент клуба — Юрий Токарев.